# A Great Day in Harlem
A Great Day in Harlem（ア・グレイト・デイ・イン・ハーレム、別名「Harlem 1958」、直訳「ハーレムの素晴らしい日」）とは、1958年にハーレムにて撮影された57人のジャズ・ミュージシャンたちによるモノクロ・グループ写真である。
雑誌『エスクァイア』で働いていたフリーランス写真家のアート・ケインが1958年夏の午前10時ごろ撮影した。各ミュージシャンはニューヨーク市ハーレムの126ストリート（5番通りとマジソン通りの間）に集まった。
『エスクァイア』は、1958年1月号に掲載した。

## 写真に写っているミュージシャン
- レッド・アレン (Red Allen)
- バスター・ベイリー (Buster Bailey)
- カウント・ベイシー (Count Basie)
- エメット・ベリー (Emmett Berry)
- アート・ブレイキー (Art Blakey)
- ローレンス・ブラウン (Lawrence Brown)
- スコーヴィル・ブラウン (Scoville Browne)
- バック・クレイトン (Buck Clayton)
- ビル・クランプ (Bill Crump)
- ヴィック・ディッケンソン (Vic Dickenson)
- ロイ・エルドリッジ (Roy Eldridge)
- アート・ファーマー (Art Farmer)
- バド・フリーマン (Bud Freeman)
- ディジー・ガレスピー (Dizzy Gillespie)
- タイリー・グレン (Tyree Glenn)
- ベニー・ゴルソン (Benny Golson)
- ソニー・グリア (Sonny Greer)
- ジョニー・グリフィン (Johnny Griffin)
- ジジ・グライス (Gigi Gryce)
- コールマン・ホーキンス (Coleman Hawkins)
- J・C・ハード (J.C. Heard)
- J・C・ヒギンボザム (Jay C. Higginbotham)
- ミルト・ヒントン (Milt Hinton)
- チャビー・ジャクソン (Chubby Jackson)
- ヒルトン・ジェファーソン (Hilton Jefferson)
- オシー・ジョンソン (Osie Johnson)
- ハンク・ジョーンズ (Hank Jones)
- ジョー・ジョーンズ (Jo Jones)
- ジミー・ジョーンズ (Jimmy Jones)
- タフト・ジョーダン (Taft Jordan)
- マックス・カミンスキー (Max Kaminsky)
- ジーン・クルーパ (Gene Krupa)
- エディ・ロック (Eddie Locke)
- マリアン・マクパートランド (Marian McPartland)
- チャールズ・ミンガス (Charles Mingus)
- ミフ・モール (Miff Mole)
- セロニアス・モンク (Thelonious Monk)
- ジェリー・マリガン (Gerry Mulligan)
- オスカー・ペティフォード (Oscar Pettiford)
- ルディ・パウエル (Rudy Powell)
- ラッキー・ロバーツ (Luckey Roberts)
- ソニー・ロリンズ (Sonny Rollins)
- ジミー・ラッシング (Jimmy Rushing)
- ピー・ウィー・ラッセル (Pee Wee Russell)
- サヒブ・シハブ (Sahib Shihab)
- ホレス・シルヴァー (Horace Silver)
- ズッティー・シングルトン (Zutty Singleton)
- スタッフ・スミス (Stuff Smith)
- レックス・スチュワート (Rex Stewart)
- マキシン・サリヴァン (Maxine Sullivan)
- ジョー・トーマス (Joe Thomas)
- ウィルバー・ウェア (Wilbur Ware)
- ディッキー・ウェルズ (Dickie Wells)
- ジョージ・ウェットリング (George Wettling)
- アーニー・ウィルキンス (Ernie Wilkins)
- メアリー・ルー・ウィリアムス (Mary Lou Williams)
- レスター・ヤング (Lester Young)

## メディアにて
- 1994年にこの写真を題材にしたドキュメンタリー映画『ア・グレイト・デイ・イン・ハーレム〜57人のジャズミュージシャンの肖像』が制作されている。
- スティーヴン・スピルバーグ監督の映画『ターミナル』は、この写真を中心に話が動く。